# Camptocythere
Camptocythere is een geslacht van uitgestorven kreeftachtigen uit de klasse van de Ostracoda (mosselkreeftjes).

## Soorten
- Camptocythere celticensis Ainsworth, 1991 †
- Camptocythere compressa Ainsworth, 1991 †
- Camptocythere dextra Gerke & Lev, 1958 †
- Camptocythere elliptica Swain & Peterson, 1952 †
- Camptocythere elongata Gerke & Lev, 1958 †
- Camptocythere favus Ainsworth, 1991 †
- Camptocythere foveolata Triebel, 1950 †
- Camptocythere gracilis Plumhoff, 1963 †
- Camptocythere laciniosa Gerke & Lev, 1958 †
- Camptocythere lincolnensis Bate, 1963 †
- Camptocythere mandelstami Gerke & Lev, 1958 †
- Camptocythere media Triebel, 1950 †
- Camptocythere mediofoveolata Ainsworth, 1986 †
- Camptocythere modesta Triebel, 1950 †
- Camptocythere muricata Gerke & Lev, 1958 †
- Camptocythere obtusa Triebel, 1950 †
- Camptocythere ovalis Zalanyi, 1959 †
- Camptocythere parvula Plumhoff, 1963 †
- Camptocythere porrecta Gerke & Lev, 1958 †
- Camptocythere praecox Triebel, 1950 †
- Camptocythere pusilla Triebel, 1950 †
- Camptocythere scrobiculata Gerke & Lev, 1958 †
- Camptocythere solida Gerke & Lev, 1958 †
- Camptocythere toarciana Bate & Coleman, 1975 †